# Савин, Василий Васильевич
Васи́лий Васи́льевич Са́вин (род. 2 апреля 1967, Мурманск, СССР) — советский и российский двоеборец, мастер спорта международного класса, участник Олимпийских игр 1988 и 1992 годов, в настоящее время — тренер и судья соревнований.

## Карьера
Дебют Василия Савина на Кубке мира по лыжному двоеборью состоялся 23 февраля 1985 года на этапе в Ленинграде. В первых для себя соревнованиях, проходивших по системе Гундерсена, он занял 14 место. По итогам дебютного для себя сезона 1984/1985 Савин занял 41-е место в общем зачёте Кубка мира. В феврале 1986 года в составе сборной СССР стал серебряным призёром юниорского чемпионата мира в эстафете.
Лучшим в карьере для двоеборца стал сезон 1986/1987. 3 января 1987 года он впервые поднялся на подиум, а 13 марта одержал в Ленинграде единственную домашнюю победу и первую в истории Кубка мира победу СССР. По итогам сезона Савин занял 7-е место в кубковом зачёте.
В следующем сезоне двоеборец занял второе место на этапе Кубка мира в Фалуне. Также принял участие в Олимпийских играх в Калгари: в индивидуальных соревнованиях Савин показал 10-й результат, в эстафете же команда СССР не финишировала.
В 1992 году в составе Объединённой команды участвовал в Олимпиаде в Альбервиле. После показанного на Играх 22-го результата Савин решил завершить свою спортивную карьеру.

## Результаты

### Олимпийские игры
| Дата            | Соревнование          | Город      | Дисциплина           | Место |
| --------------- | --------------------- | ---------- | -------------------- | ----- |
| 24 февраля 1988 | Олимпийские игры 1988 | Канада     | эстафета K90/3×10 км | DNF   |
| 28 февраля 1988 | Олимпийские игры 1988 | Канада     | K90/15 км            | 10    |
| 12 февраля 1992 | Олимпийские игры 1992 | Альбервиль | K90/15 км            | 22    |

### Чемпионаты мира
| Дата            | Соревнование        | Город      | Дисциплина | Место |
| --------------- | ------------------- | ---------- | ---------- | ----- |
| 14 февраля 1987 | Чемпионат мира 1987 | Оберстдорф | K90/15 км  | 11    |
| 18 февраля 1989 | Чемпионат мира 1989 | Лахти      | K90/15 км  | 31    |